# Uwe Kanthak
Uwe Horst Kanthak (* 1962) ist ein deutscher Unternehmer und Chef der nach ihm benannten Künstlermanagement-Agentur in Hamburg. Er hat die Karriere von Helene Fischer begründet und ist seitdem ihr Manager.

## Werdegang
Uwe Kanthak hat seine Wurzeln im Kahlgrund/Landkreis Aschaffenburg. Während seiner Zeit bei einer Plattenfirma in Neu-Isenburg, bei der er damals aktuelle Schlagerstars wie Dunja Rajter betreute, wurde er Programmdirektor beim regionalen privaten Radioanbieter „Radio ARA“ in Aschaffenburg. Diese Position verschaffte ihm Heinz Neubert, eine damalige Größe der Versicherungsbranche, der mit weiteren Gesellschaftern eine private Radiolizenz in Aschaffenburg von Klaus-Jürgen Hoffie gekauft hatte. Seinerzeit war Uwe Kanthak bereits mit Kristina Bach liiert. 
Nach einigen weiteren Tätigkeiten startete Uwe Kanthak im Mai 1988 sein Unternehmen für Künstler- und Musiker-Management. Dabei kamen ihm aus seiner vorigen Tätigkeit zahlreiche Kontakte in die Show- und Medienwelt zugute. Zunächst in Frankfurt am Main geschäftlich ansässig, verlagerte er später seinen Unternehmenssitz nach Hamburg.
2004 begann die Zusammenarbeit mit Helene Fischer, als Uwe Kanthak Post bekam von deren Mutter: Die hatte ihm Helenes Bewerbungs-CD mit ihrer Version von The Power of Love von Jennifer Rush geschickt. Kanthak erkannte ihr Talent und nahm sie unter Vertrag. Im Laufe der folgenden Jahre wurde Fischer mit Kanthaks Hilfe zu einer der kommerziell erfolgreichsten deutschsprachigen Künstlerinnen. Auch vermittelte er ihr attraktive Werbeverträge. 2011 gründete er das Unternehmen für das Helene-Fischer-Merchandising mit dem treffenden Namen Die Goldfischer GmbH. Laut einem Spiegel-Bericht von 2014 ist Kanthak mit 20 Prozent an allen Einnahmen Fischers beteiligt. Laut dem US-Magazin Forbes entwickelte sich Helene Fischer zu einer der zehn weltweit bestverdienenden Sängerinnen.

„Er unterstützt mich in meinen Ideen. Und selten sagt er: ‚Ich sehe das anders.‘ Wir sind eigentlich immer einer Meinung. Eigentlich sind Uwe Kanthak und ich fast eine Person.“

2015 übernahm Kanthak die Agentur Michow Concerts in Hamburg von deren Eigentümern. Seit November 2019 verantwortet er auch das Management der Band Die Prinzen.
2021 war Uwe Kanthak Mitglied der deutschen Eurovision-Song-Contest-Jury.

## Auszeichnungen
- Live-Entertainment-Award 2012: Künstlermanager des Jahres
- Live-Entertainment-Award 2016: Arena-/Stadion-Tournee des Jahres

## Privates
Uwe Kanthak war verheiratet mit der Schlagersängerin, Komponistin, Texterin und Musikproduzentin Kristina Bach, mit deren Lied Atemlos durch die Nacht Helene Fischer großen Erfolg hatte.

## Künstler
Aktuell (Stand: Oktober 2023) sind folgende Künstler bei Uwe Kanthak unter Vertrag:
- Helene Fischer
- Max Heide
- Emma Malewski
- Mark Keller
- Die Prinzen
- Jens Riewa
- Frank Schöbel
- Tochter
- Anna-Maria Zimmermann

## Ehemalige Künstler
- Vicky Leandros
- Michelle[10]
- Rex Gildo: 1983–1999[11] († 1999)
- Renate Kern[12] († 1991)
- Angelika Milster[13]
- Nino de Angelo[14]
- Dieter Thomas Heck[15] († 2018)
- Marie Reim
- Tim Peters
- Linus Bruhn
- Sascha Haberl